# Equipo de Fed Cup de Uruguay
El Equipo uruguayo de Fed Cup es el representativo de Uruguay en la máxima competición internacional a nivel de naciones del tenis femenino y es gobernado por la Asociación Uruguaya de Tenis.

## Historia
Los mejores resultados en la Fed Cup para Uruguay llegaron en 1972 y 1976 cuando alcanzó los octavos de final de la competición. Desde el cambio de formato el mejor resultado cosechado por el equipo charrúa ha sido un tercer puesto en el Grupo I de la Zona América en 2002.

## Estadísticas
| Jugadora más joven    | Elena Juricich 14 años 223 días                                               |
| Jugadora más veterana | Fiorella Bonicelli 34 años 212 días                                           |
| Partido más largo     | Jessica Fernánez (México) venció a Daniela Olivera (URU) en 3 h 25 min (2001) |
| Serie más larga       | 6 h 58 min contra México (2001)                                               |

## Plantel
| Jugadora               | Individuales | Dobles | Total   |
| ---------------------- | ------------ | ------ | ------- |
| Carolina De los Santos | 8 - 2        | 4 - 2  | 12 - 4  |
| Ana Lucía Migliarini   | 12 - 10      | 4 - 14 | 16 - 24 |
| Inés Cánepa            | 0 - 1        | 0 - 2  | 0 - 3   |
| Margot Mercier         | 2 - 0        | 0 - 2  | 2 - 2   |
| Magdalena Boado        | 0 - 2        | 1 - 3  | 1 - 5   |
| Virginia Sadi          | 1 - 1        | 8 - 8  | 9 - 9   |
| Sara Quiroga           | 2 - 2        | 1 - 1  | 3 - 3   |